# Švarcenberský Kanál
Švarcenberský Kanál är en kanal i Tjeckien.   Den ligger i regionen Södra Böhmen, i den sydvästra delen av landet, 150 km söder om huvudstaden Prag.